# وزنه‌برداری در المپیک تابستانی ۱۹۵۲
وزنه‌برداری در بازی‌های المپیک تابستانی ۱۹۵۲ نام رویداد ورزش وزنه‌برداری در بازی‌های المپیک تابستانی بود که در سال ۱۹۵۲ برگزار شد. این مسابقات از ۷ بخش تشکیل شده بود که فقط برای مردان بود و در هلسینکی، فنلاند برگزار شد.
ایالات متحده آمریکا توانست با کسب ۴ طلا و ۲ نقره برنده این مسابقات شود.

## مدال‌آوران
| بازی‌ها             | طلا                                  | نقره                                  | برنز                             |
| Bantamweight       | ایوان اودودوف · اتحاد شوروی          | محمود نامجوی · ایران                  | علی میرزایی · ایران              |
| Featherweight      | رافائل چیمیشکیان · اتحاد شوروی       | نیکولای ساکسونوف · اتحاد شوروی        | رادنی ویلکز · ترینیداد و توباگو  |
| Lightweight        | تامی کونو · ایالات متحده آمریکا      | یوگنی لوپاتین · اتحاد شوروی           | ورن باربریس · استرالیا           |
| Middleweight       | پیت جورج · ایالات متحده آمریکا       | گری گراتون · کانادا                   | کیم سیونگ-جیپ · کره جنوبی        |
| Light-heavyweight  | تروفیم لوماکین · اتحاد شوروی         | استنلی استانچیک · ایالات متحده آمریکا | آرکادی ووروبیوف · اتحاد شوروی    |
| Middle-heavyweight | نوربرت شمانسکی · ایالات متحده آمریکا | گریگوری نوواک · اتحاد شوروی           | لنوکس کیلگور · ترینیداد و توباگو |
| Heavyweight        | جان دیویس · ایالات متحده آمریکا      | جیمز برادفورد · ایالات متحده آمریکا   | اومبرتو سلوتی · آرژانتین         |

## جدول مدال‌ها
| رتبه | کشور                      | طلا | نقره | برنز | مجموع |
| ۱    | ایالات متحده آمریکا (USA) | ۴   | ۲    | ۰    | ۶     |
| ۲    | اتحاد شوروی (URS)         | ۳   | ۳    | ۱    | ۷     |
| ۳    | ایران (IRI)               | ۰   | ۱    | ۱    | ۲     |
| ۴    | کانادا (CAN)              | ۰   | ۱    | ۰    | ۱     |
| ۵    | ترینیداد و توباگو (TRI)   | ۰   | ۰    | ۲    | ۲     |
| ۶    | آرژانتین (ARG)            | ۰   | ۰    | ۱    | ۱     |
| ۶    | استرالیا (AUS)            | ۰   | ۰    | ۱    | ۱     |
| ۶    | کره جنوبی (KOR)           | ۰   | ۰    | ۱    | ۱     |
|      | مجموع                     | ۷   | ۷    | ۷    | ۲۱    |